# Цалкин, Вениамин Иосифович
Вениамин Иосифович Цалкин (1903–1970) – советский зоолог и морфолог-систематик, доктор биологических наук (1947). Автор более 200 научных  работ, в том числе восьми монографий. Был в числе подписавших «Письмо трёхсот».

## Биография
Родился 8 декабря 1903 года в Нижнем Новгороде. Отец, Иосиф Маркович Цалкин (1863—?), служил врачом при низшем механико-техническом училище в Иваново-Вознесенске (где был членом правления еврейского молитвенного общества), потом в Нижнем Новгороде.
В 1928 году окончил биологическое отделение физико-математического факультета 1-го МГУ, где его учителем был академик Н. М. Кулагин. В 1928–1931 годах был ассистентом кафедры зоологии МСХА им. К. А. Тимирязева.
С 1931 года — научный сотрудник Всесоюзного института морского рыбного хозяйства и океанографии, был участником экспедиций на Землю Франца-Иосифа и другие районы Арктики в 1933—1934 годах. В 1935—1938 годах работал в Керченском филиале института. В 1938—1940 годах — старший научный сотрудник Зоологического музея Московского университета. В 1941—1950 годах — доцент биологического факультета МГУ; одновременно с 1946 года работал в московском отделении Института истории материальной культуры (Институт археологии) Академии наук СССР.
С 1938 года был членом Московского общества испытателей природы, с 1966 года являлся его вице-президентом. Докторскую диссертацию на тему «Дикие бараны Восточного полушария» защитил в 1947 году. Автор многих статей в Большой Советской Энциклопедии. Среди его учеников — Аида Григорьевна Петренко, доктор биологических наук, Заслуженный деятель науки Республики Татарстан.
Умер 10 марта 1970 года в Москве. Похоронен на Введенском кладбище.

## Награды
- орден Трудового Красного Знамени (27.03.1954)

## Труды
Монографии:
- Горные бараны Европы и Азии. М., 1951.
- Сибирский горный козёл. М., 1960.
- Древнее животноводство племён Восточной Европы и Средней Азии. М., 1966.
- Древнейшие домашние животные Восточной Европы. — М.: Наука, 1970. — 280 с. (Материалы и исследования по археологии СССР, № 161)

## Семья
Жена — Нина Юрьевна Соколова, гидробиолог доктор биологических наук. Дочь — Александра Вениаминовна в замужестве Финкельштейн — в 1983 году уехала из СССР (жила в Израиле, Мюнхене и Праге). Старший брат, Марк Иосифович Цалкин (1898—1937), был репрессирован.